# Taavi Tamminen
Taavi Nikolai Tamminen (Uurainen, Finlàndia Central, 10 de març de 1889 – Hèlsinki, 19 de gener de 1967) va ser un lluitador finlandès, especialista en lluita grecoromana, que va competir a començaments del segle xx.
El 1920 va prendre part en els Jocs Olímpics d'Anvers, on va guanyar la medalla de plata en la competició del pes lleuger del programa de lluita grecoromana. També va guanyar un títol mundial el 1921 i un títol nacional el 1922. Després de retirar-se de la competoció va treballar com a àrbitre de lluita i massatgista, prenent part als Jocs Olímpics d'Estiu de 1936 amb l'equip finlandès.